# 埃尔贝勒
埃尔贝勒（法語：Herbelles，法語發音：[ɛʁbɛl]）是法国上法蘭西大區加来海峡省的一个旧市镇，属于圣奥梅尔区。2016年9月1日，埃尔贝勒与市镇安盖姆合并为新市镇贝兰盖姆，埃尔贝勒为新市镇行政中心。

## 地理
埃尔贝勒（50°39'19"N, 2°13'21"E）面积4.55 平方千米，位于法国上法蘭西大區加来海峡省，该省份为法国北部沿海省份，西北濒北海，南至索姆省，东临北部省。
与埃尔贝勒接壤的市镇（或旧市镇、城区）包括：安盖姆、皮昂、泰鲁阿讷、克拉尔克、克莱蒂、德莱特。
埃尔贝勒的时区为UTC+01:00、UTC+02:00（夏令时）。

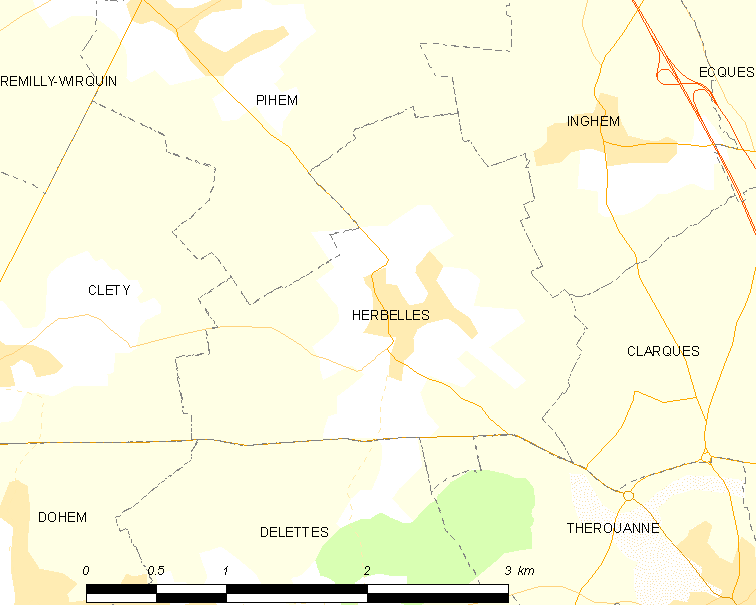
埃尔贝勒的OSM定位图

## 行政
埃尔贝勒的邮政编码为62129，INSEE市镇编码为62431。

## 政治
埃尔贝勒所属的省级选区为弗吕日县。

## 人口

1962-2008年间埃尔贝勒人口变化图示

埃尔贝勒于2018年1月1日时的人口数量为537人。